# Lost in Space Part II
Lost in Space (Part II) міні-альбом гурту Avantasia до альбому The Scarecrow.

## Список композицій
Автор музики і слів Тобіас Саммет. 
| #     | Назва                                            | Тривалість |
| ----- | ------------------------------------------------ | ---------- |
| 1.    | «Lost in Space»                                  | 3:52       |
| 2.    | «Promised Land»                                  | 4:52       |
| 3.    | «Dancing with Tears in My Eyes (Ultravox кавер)» | 3:53       |
| 4.    | «Scary Eyes»                                     | 3:32       |
| 5.    | «In My Defence" (Фреді Меркьюрі кавер)»          | 3:58       |
| 6.    | «Lost in Space (Наживо в Gatestudio)»            | 4:36       |
| 24:46 |                                                  |            |

## Бонусні матеріали
1. Дорога до Avantasia (Репортаж з студії з інтерв'ю)
2. Слайдшоу

## Склад учасників
- Тобіас Саммет - Вокал, бас-гітара
- Саша Пет - ритм- і соло-гітара
- Ерік Сінгер - Ударні, вокал (Трек 6)
- Міро - Клавішні/оркестровки

### Запрошені вокалісти
- Йорн Ланде (Трек 2)
- Боб Кетлі (Трек 2)
- Аманда Сомервілль (Треки 1, 6)

### Запрошені музиканти
- Хеньо Ріхтер - Додаткова соло-гітара (Трек 2, 3, 4)

## Чарти
| Чарт      | Місце |
| --------- | ----- |
| Швеція    | 3 і 4 |
| Норвегія  | 4     |
| Німеччина | 9     |
| Австрія   | 48    |
| Франція   | 66    |